# Fort Dimanche
 (novembre 2023).
Si vous disposez d'ouvrages ou d'articles de référence ou si vous connaissez des sites web de qualité traitant du thème abordé ici, merci de compléter l'article en donnant les références utiles à sa vérifiabilité et en les liant à la section « Notes et références ».
Le Fort Dimanche est un ancien fort de Port-au-Prince en Haïti.
Construit par les Français pendant la colonisation, il a servi de prison politique sous la dictature de François Duvalier. Au XXIe siècle c'est un bidonville connu sous le nom de Cité Fort Dimanche.

## Histoire

### Fort puis dépôt d'armes
Fort Dimanche est construit par les Français avant l'indépendance d'Haïti en 1804. Il fait partie d'une ceinture de forts qui assuraient la protection de Port-au-Prince. Le fort est restauré sous le régime de Faustin Soulouque vers 1850. La zone est transformée en champ de tir pendant la gouvernance de Tirésias Simon Sam.
Lors de la première occupation américaine d'Haïti (1915-1934), le fort sert de quartier général au district militaire de Port-au-Prince et accueille un poste de gendarmerie.

### Prison sous la dictature de la famille Duvalier
Pendant les 29 années de la dictature de François Duvalier puis de son fils Jean-Claude Duvalier, le Fort Dimanche est le lieu où les tontons macoutes et l'armée emprisonnent, torturent, exécutent et inhument les ennemis avérés ou présumés du régime. Ce lieu gagne le surnom de « Fort Lanmò » (Fort la Mort) auprès de la population de Port-au-Prince. Le site sert également de décharge pour la ville de Port-au-Prince. Le nombre de victimes du régime de Duvalier à Fort Dimanche est de l'ordre de 60 000 personnes, dont de nombreux intellectuels comme l'écrivain Jacques Stephen Alexis. 
Après 1971, une prison moderne y est construite. Désaffectée en 1977 sans réellement avoir été utilisée, ce centre carcéral abrite un poste militaire important, où des munitions de l'armée d'Haïti sont entreposées.
Le 26 avril 1986, plusieurs manifestants réclamant que Fort Dimanche devienne un lieu de mémoire des disparus du régime de Duvalier, ont été tués par balles ou par électrocution. 
Le fort est désaffecté en 1991 sous la présidence de Jean-Bertrand Aristide.

### Bidonville auXXIesiècle
Il ne reste plus une pierre de ce fort. Le site de Fort Dimanche est devenu un bidonville insalubre, favorable au développement de la malaria et de maladies pulmonaires, en partie à cause de sa situation géographique, au bord du golfe de la Gonâve qui est une zone marécageuse. Le bidonville concentre aussi une décharge à ciel ouvert et des exutoires de canaux d'évacuation des eaux usées.
La prison historique n'est plus visible, les restes des bâtiments encore présents durant les années 2000 ont été détruits par le séisme qui a frappé l'île, le 12 janvier 2010.
Depuis les opérations des casques bleus de la MINUSTAH dans le bidonville voisin de Cité Soleil, plusieurs gangs ont rejoint Cité Fort Dimanche.